# Intertrigo inguinal
Pour les articles homonymes, voir eczéma.
 (octobre 2012).
Si vous disposez d'ouvrages ou d'articles de référence ou si vous connaissez des sites web de qualité traitant du thème abordé ici, merci de compléter l'article en donnant les références utiles à sa vérifiabilité et en les liant à la section « Notes et références ».
 Mise en garde médicale
L'intertrigo inguinal, également appelé eczéma marginé de Hebra ou tinea cruris est une dermatite inflammatoire superficielle causée par des champignon (mycose) appelés dermatophytes se trouvant naturellement sur la peau. 
L'intertrigo apparait dans les plis cutané de l'aine, et s'étend sur deux surfaces cutanées étroitement opposées, favorisé par l'humidité, la friction et un manque d'aération et de mise en lumière de la peau. Il est plus fréquent dans les environnements chauds et humides et donc pendant l'été. 
Il touche les plis inguinaux du haut intérieur des cuisses (aine) et souvent la partie inférieure des fesses et parfois tout ou partie des organes génitaux externes. 
L'intertrigo touche tous les âges, mais est plus fréquent chez les bébés (à cause des plis profonds de la peau au niveau de l'aine et de la macération de l'épiderme dans les couches). Il touche aussi les personnes jeunes et âgées dont le système immunitaire est affaibli, ou les personnes victimes d'incontinence et/ou d'immobilité. Cette affection touche plus particulièrement l'adulte de sexe masculin [réf. souhaitée] ;
Les desquamations et sécrétions corporelles (transpiration, urine et matières fécales), exacerbent souvent l'inflammation cutanée et peuvent induire une infection secondaire par la levure Candida ou des bactéries opportunistes ( Streptocoque beta hémolytique du groupe a, Corynebacterium minutissimum...).
Une autre infection fongique, la candidose, peut entraîner l'inflammation du scrotum ou de la vulve et nécessite des soins médicaux spécifiques.

## Causes
Une peau constamment humide et chaude est idéale pour le développement des dermatophytes. 
Les facteurs à risque pour le développement des dermatophytes sont :
- la macération cutanée entre les orteils ;
- le port de sous-vêtement et/ou d'un pantalon ou autre vêtement trop serrés au niveau de l'aine ;
- le surpoids, associé à une sudation et de nombreux et profonds plis cutanés ;
- le port d'une coquille de protection (sports de combat) ;
- le pied d'athlète, transmis par la serviette en s'essuyant les pieds puis l'aine.

Les infections fongiques (mycoses) peuvent facilement se transmettre via chaussures, peignes, serviettes, tapis de sol ; il est donc fortement déconseillé de s'échanger ce genre d'effets personnels. Le sièges de toilettes peuvent aussi jouer le rôle de fomites (zone de transmission) 

## Symptômes
L'intertrigo inguinal provoque une coloration anormale de la peau aux contours distincts et plus ou moins boursouflés au niveau de l'aine. Pouvant également se propager à la partie supérieure de la cuisse, au pubis, à la région anale et aux organes génitaux.
L'apparition d'ampoules sèches ou écailleuses et parfois suintantes ou couvertes d'une croûte peut être observée. 
La démangeaison et le grattage peuvent exacerber et entretenir une rougeur ou une inflammation.
Les infections fongiques se propagent le plus souvent sur la peau en cercles concentriques, dont la périphérie est rouge et plus ou moins boursouflée et écailleuse, laissant au centre une peau de couleur normale (à ne pas confondre avec l'érythème migrant qui accompagne souvent le début d'une maladie de Lyme). 

## Traitement
L'intertrigo inguinal est considéré comme une affection bénigne et ne nécessite donc pas d'ordonnance médicale pour son traitement. L'affection se soigne la plupart du temps par antifongique sous forme de crème à appliquer sur les zones concernées deux à trois fois par jour. Le clotrimazole ou le miconazole ont prouvé leur efficacité. Il est fortement recommandé de poursuivre le traitement jusqu'à terme afin d'éviter toute réapparition de la mycose,.
Il faut compter en général trois à quatre semaines pour que l'affection disparaisse totalement.
En cas d'affection plus sérieuse, le médecin peut prescrire une autre crème antifongique ou un médicament antifongique (comprimés tel que griséofulvine, terbinafine et les dérivés azolés (fluconazole et itraconazole).
Pour prévenir l'apparition de l'intertrigo inguinal, il est nécessaire de respecter les consignes suivantes :
- porter des vêtements et des sous-vêtements amples ;
- changer souvent de sous-vêtements, en particulier après transpiration ;
- prendre une douche aussitôt que possible après la pratique d'un sport, et bien sécher les plis de la peau ;
- laver les vêtements de sport après chaque usage ;
- éviter le port de maillot de bain humide trop longtemps ;
- ne pas utiliser les effets personnels d'autrui : serviette, vêtements, etc.

La fécule de maïs ou la poudre de talc appliquée sur les régions où la probabilité d'infection est la plus élevée, permet de réduire l'accumulation d'humidité[réf. souhaitée].